# 2012年夏季奧林匹克運動會挪威代表團
2012年夏季奧林匹克運動會挪威代表團參加2012年7月27日至8月12日在英國倫敦舉行的第三十屆夏季奧林匹克運動會。該國在該屆奧運共收穫兩枚金牌、一枚銀牌和一枚銅牌。